# Fungom
Fungom désigne un arrondissement du Cameroun, une ville (Fungom Town) et un village, situés dans le département du Menchum et la Région du Nord-Ouest.

## Population
Lors du recensement de 2005, on a dénombré 58 666 habitants dans l'arrondissement de Fungom, 1 315 dans la ville de Fungom et 625 dans le village du même nom.

## Structure administrative
L'arrondissement de Fungom couvre la commune de Zhoa et comprend, outre Fungom Town, les localités suivantes :
- Abaar
- Ajuh-Mbuh
- Biyah
- Bu-U
- Chah
- Esu
- Fang
- Gayama
- Koshin
- Kuk
- Kumfutu
- Kung
- Mashi
- Mekaf
- Missong
- Mmen
- Mumfu
- Mundabili
- Munka
- Munken
- Munkep
- Ngun
- Nyos
- Weah
- Weh
- Yemge